# Iuventas
Iuventas, la romani, zeița veșnicei tinereți, corespunzătoare cu Hebe din mitologia greacă.